# AFC DWS in het seizoen 1967/68
Het seizoen 1967/1968 was het 14e jaar in het bestaan van de Amsterdamse betaaldvoetbalclub DWS. De club kwam uit in de Eredivisie en eindigde daarin op de negende plaats. Tevens deed de club mee aan het toernooi om de KNVB Beker, hierin werd de club in de groepsfase uitgeschakeld.

## Wedstrijdstatistieken

### Eredivisie
|       | ADO   | Ajax  | DOS   | Feijenoord | Fortuna '54 | Go Ahead | GVAV  | MVV   | NAC   | N.E.C. | PSV   | Sittardia | Sparta | Telstar | FC Twente '65 | Volendam | Xerxes/DHC '66 |
| ----- | ----- | ----- | ----- | ---------- | ----------- | -------- | ----- | ----- | ----- | ------ | ----- | --------- | ------ | ------- | ------------- | -------- | -------------- |
| Thuis | 1 – 0 | 1 – 4 | 3 – 1 | 1 – 2      | 2 – 0       | 1 – 3    | 1 – 1 | 0 – 0 | 2 – 1 | 1 – 3  | 1 – 2 | 3 – 0     | 1 – 0  | 3 – 1   | 2 – 1         | 3 – 3    | 1 – 2          |
| Uit   | 3 – 1 | 3 – 2 | 1 – 2 | 4 – 0      | 1 – 1       | 2 – 1    | 1 – 1 | 2 – 0 | 1 – 0 | 2 – 2  | 5 – 1 | 0 – 1     | 4 – 1  | 1 – 1   | 1 – 3         | 1 – 1    | 1 – 2          |

### KNVB Beker
| Groepsfase                                           | AZ '67                                    | 1 – 1 (1 – 1) | DWS                     |
| 31 december 1967 Plaats: Alkmaar Alkmaarderhout      | Piet Beets 32'                            |               | 33' Frans Geurtsen      |
| Groepsfase                                           | DWS                                       | 2 – 1 (1 – 1) | Volendam                |
| 25 februari 1968 Plaats: Amsterdam Olympisch Stadion | Piet van den Berg 38' Pim Waaijenberg 72' |               | 19' Jan Mühren          |
| Groepsfase                                           | ZFC                                       | 1 – 1 (1 – 0) | DWS                     |
| 24 maart 1968 Plaats: Zaandam Westzanerdijk          | Atie van der Walle 15'                    |               | 61' Frits Flinkevleugel |

### Jaarbeursstedenbeker
| 1e ronde                                              | DWS                                      | 2 – 1 (2 – 1)    | Dundee FC         |
| 27 september 1967 Plaats: Amsterdam Olympisch Stadion | Rob Rensenbrink 2' Piet van den Berg 17' | Wedstrijdverslag | 25' George McLean |
| 1e ronde                                              | Dundee FC                                | 3 – 0 (2 – 0)    | DWS               |
| 4 oktober 1967 Plaats: Dundee Dens Park               | Sammy Wilson 4' Jim McLean 14', 61'      | Wedstrijdverslag |                   |

## Statistieken DWS 1967/1968

### Eindstand DWS in de Nederlandse Eredivisie 1967 / 1968
| Stand | Gespeeld | Gewonnen | Gelijk | Verloren | Punten | Doelpunten voor | Doelpunten tegen |
| ----- | -------- | -------- | ------ | -------- | ------ | --------------- | ---------------- |
| 9e    | 34       | 12       | 8      | 14       | 32     | 47              | 57               |

### Topscorers
| #      | Naam              | Goal |
| ------ | ----------------- | ---- |
| 1.     | Frans Geurtsen    | 12   |
| 2.     | Rob Rensenbrink   | 10   |
| 3.     | Piet Kruiver      | 8    |
| 4.     | Josip Šimoković   | 6    |
| 5.     | Piet van den Berg | 5    |
| 6.     | Aad Smit          | 2    |
| 6.     | Pim Waaijenberg   | 2    |
| 8.     | Jos Dijkstra      | 1    |
| 8.     | Niels Overweg     | 1    |
| Totaal | Totaal            | 47   |

| #      | Naam                | Goal |
| ------ | ------------------- | ---- |
| 1.     | Piet van den Berg   | 1    |
| 1.     | Frits Flinkevleugel | 1    |
| 1.     | Frans Geurtsen      | 1    |
| 1.     | Pim Waaijenberg     | 1    |
| Totaal | Totaal              | 4    |

| #      | Naam              | Goal |
| ------ | ----------------- | ---- |
| 1.     | Piet van den Berg | 1    |
| 1.     | Rob Rensenbrink   | 1    |
| Totaal | Totaal            | 2    |

## Voetnoten
ADO ·
Ajax ·
DOS ·
DWS ·
Feijenoord ·
Fortuna '54 ·
Go Ahead ·
GVAV ·
MVV ·
NAC ·
N.E.C. ·
PSV ·
Sittardia ·
Sparta ·
Telstar ·
FC Twente '65 ·
Volendam ·
Xerxes/DHC '66